# ウズベキスタン・カップ
ウズベキスタン・カップ（ウズベク語: O‘zbekiston Kubogi , Кубка Узбекистана、英語: Uzbekistan Cup）は、ウズベキスタンにおけるサッカーの国内カップ戦である。

## 概要
ウズベキスタンがソビエト連邦より独立した1992年より開始。36チームが参加する。ウズベク・リーグ (1部リーグ)に参加するチームと2部リーグに参加するチームは32チームが参加する二回戦より登場する。決勝戦は11月にタシュケントのパフタコール・マルカジイ・スタジアムで行われる。優勝チームはAFCチャンピオンズリーグのプレーオフ出場権を得る。

## 歴代王者
ソビエト連邦時代
- 1939: ディナモ・タシュケント
- 1940: ディナモ・タシュケント
- 1941: 非開催
- 1942: ディナモ・タシュケント
- 1943: ディナモ・タシュケント
- 1944: ハルコフスコイェ・タンコヴォイェ・ウチリシュチェ・チルチク
- 1945: ハルコフスコイェ・タンコヴォイェ・ウチリシュチェ・チルチク
- 1946: ディナモ・タシュケント
- 1947: ピシュチェヴィク・タシュケント
- 1948: アフトザヴァド・イン・チュカロヴァ・タシュケント
- 1949: ディナモ・タシュケント
- 1950: スタート・タシュケント
- 1951: スタート・タシュケント
- 1952: ディナモ・タシュケント
- 1953: ヒミク・チルチク
- 1954: ODOタシュケント
- 1955: スパルタク・サマルカンド
- 1956: ソボルナーヤ・フェルガナ
- 1957: ヒミク・チルチク
- 1958: メフナト・タシュケント
- 1959: ヒミク・チルチク
- 1960: SKA-2タシュケント
- 1961: ヴォストーク・ヤンギアバード
- 1962: ソコル・タシュケント
- 1963: テクスティルシュチク・タシュケント
- 1964: タシュカベル・タシュケント
- 1965: タシュカベル・タシュケント
- 1966: ズヴェズダ・タシュケント
- 1967: ヴォストーク・タシュケント
- 1968: タシュカベル・タシュケント
- 1969: ズヴェズダ・タシュケント
- 1970: DYuSSh-2タシュケント
- 1971: SKAタシュケント
- 1972: レーニン・ユーリイ・カルシ
- 1973: ストライテル・サマルカンド
- 1974: トング・カルシ
- 1975: トラクトル・タシュケント
- 1976: ナリマノヴェツ・ホラズムスカヤ・アブル
- 1977: カルシストライ・カルシ
- 1978: ホラズム
- 1979: ヒザル・シャクリサブス
- 1980: FKヒヴァ
- 1981: 非開催
- 1982: 非開催
- 1983: ツェリンニク・トゥルトクル
- 1984: アフトモビリスト・フェルガナ
- 1985: メタルルグ・ベカバード (?)
- 1986: アフトモビリスト・タシュケント
- 1987: アフトモビリスト・タシュケント
- 1988: アフトモビリスト・タシュケント
- 1989: コラジダ・フェルガンスカヤ・オーブラスト
- 1990: メタルルグ・ベカバード
- 1991: インストルメンタルシュチク・タシュケント

ウズベキスタン独立後
- 1992: ナフバホール・ナマンガン
- 1993: パフタコール
- 1994: ネフチ・フェルガナ
- 1995: ナフバホール・ナマンガン
- 1996: ネフチ・フェルガナ
- 1997: パフタコール
- 1998: ナフバホール・ナマンガン
- 1999: 非開催
- 2000: FCドゥストリク
- 2001: パフタコール
- 2002: パフタコール
- 2003: パフタコール
- 2004: パフタコール
- 2005: パフタコール
- 2006: パフタコール
- 2007: パフタコール
- 2008: FCブニョドコル
- 2009: パフタコール
- 2010: FCブニョドコル
- 2011: パフタコール
- 2012: FCブニョドコル
- 2013: FCブニョドコル
- 2014: PFCロコモティフ・タシュケント
- 2015: ナサフ・カルシ
- 2016: PFCロコモティフ・タシュケント
- 2017: PFCロコモティフ・タシュケント
- 2018: FCアルマリク

## クラブ別成績
| クラブ                        | 優勝 | 準優勝 | 優勝年                                                                       |
| ----------------------------- | ---- | ------ | ---------------------------------------------------------------------------- |
| FCパフタコール・タシュケント  | 13   | 3      | 1993, 1997, 2001, 2002, 2003, 2004, 2005, 2006, 2007, 2009, 2011, 2019, 2020 |
| FCブニョドコル                | 4    | 5      | 2008, 2010, 2012, 2013                                                       |
| PFCナフバホール・ナマンガン   | 3    | 1      | 1992, 1995, 1998                                                             |
| PFCロコモティフ・タシュケント | 3    | -      | 2014, 2016, 2017                                                             |
| ネフチ・フェルガナ            | 2    | 5      | 1994, 1996                                                                   |
| ナサフ・カルシ                | 1    | 5      | 2015                                                                         |
| FCアルマリク                  | 1    | 2      | 2018                                                                         |
| FCドゥストリク                | 1    |        | 2000                                                                         |
| MHSKタシュケント              |      | 1      |                                                                              |
| PFCシュルタン・グザル         |      | 1      |                                                                              |
| PFCディナモ・サマルカンド     |      | 1      |                                                                              |
| マシュアル・ムバレク          |      | 1      |                                                                              |
| トラクトル・タシュケント      |      | 1      |                                                                              |
| FKヤンギイェル                |      | 1      |                                                                              |
| テミリュルチ・カガン          |      | 1      |                                                                              |

## 結果(1992年以降)
| 年   | 優勝クラブ                 | スコア           | 準優勝クラブ              |
| ---- | -------------------------- | ---------------- | ------------------------- |
| 1992 | ナフバホール・ナマンガン   | 0 - 0 (6 - 5 PK) | テミリュルチ・カガン      |
| 1993 | パフタコール               | 3 - 0            | ナフバホール・ナマンガン  |
| 1994 | FKネフチ・フェルガナ       | 2 - 0            | FKヤンギイェル            |
| 1995 | ナフバホール・ナマンガン   | 1 - 0            | MHSKタシュケント          |
| 1996 | FKネフチ・フェルガナ       | 0 - 0 (5 - 4 PK) | パフタコール              |
| 1997 | パフタコール               | 3 - 2 (延長)     | FKネフチ・フェルガナ      |
| 1998 | ナフバホール・ナマンガン   | 2 - 0            | FKネフチ・フェルガナ      |
| 2000 | FCドゥストリク             | 4 - 1            | PFCディナモ・サマルカンド |
| 2001 | パフタコール               | 2 - 1            | ネフチ・フェルガナ        |
| 2002 | パフタコール               | 6 - 3 (延長)     | ネフチ・フェルガナ        |
| 2003 | パフタコール               | 3 - 1            | ナサフ・カルシ            |
| 2004 | パフタコール               | 3 - 2            | トラクトル・タシュケント  |
| 2005 | パフタコール               | 1 - 0            | ネフチ・フェルガナ        |
| 2006 | パフタコール               | 2 - 0            | マシュアル・ムバレク      |
| 2007 | パフタコール               | 0 - 0 (7 - 6 PK) | クルフチ                  |
| 2008 | ブニョドコル               | 3 - 1 (延長)     | パフタコール              |
| 2009 | パフタコール               | 1 - 1            | ブニョドコル              |
| 2010 | パフタコール               | 1 - 0            | シュルタン・グザル        |
| 2011 | パフタコール               | 3 - 1            | ナサフ・カルシ            |
| 2012 | ブニョドコル               | 3 - 0            | ナサフ・カルシ            |
| 2013 | ブニョドコル               | 2 - 1            | ナサフ・カルシ            |
| 2014 | ロコモティフ・タシュケント | 1 - 0 (延長)     | ブニョドコル              |
| 2015 | ナサフ・カルシ             | 2 - 1            | ブニョドコル              |
| 2016 | ロコモティフ・タシュケント | 1 - 0            | ナサフ・カルシ            |
| 2017 | ロコモティフ・タシュケント | 1 - 0            | ブニョドコル              |
| 2018 | FCアルマリク               | 3 - 1            | パフタコール              |